# Ambasciata persiana presso Luigi XIV

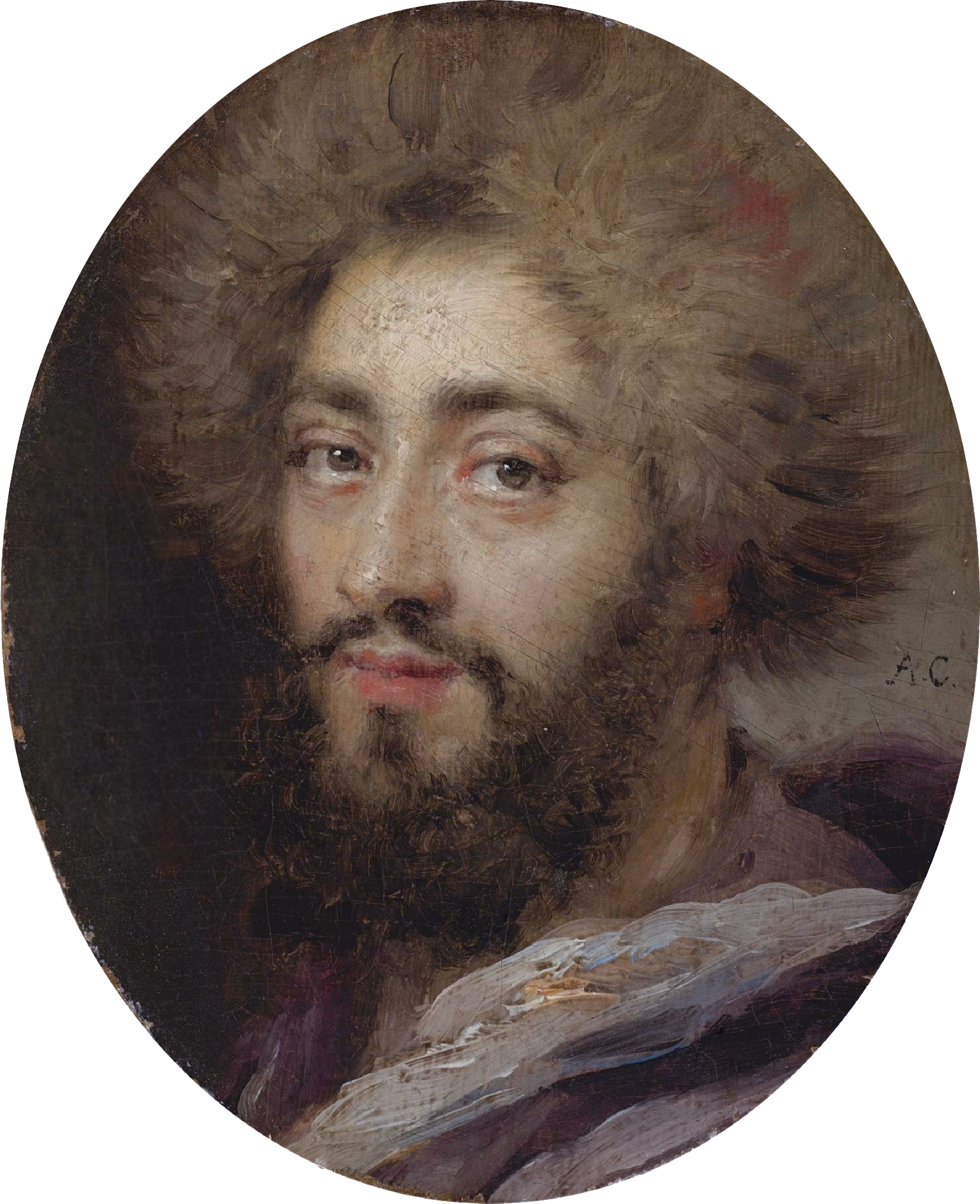
L'ambasciatore persiano Mohammad Reza Bey

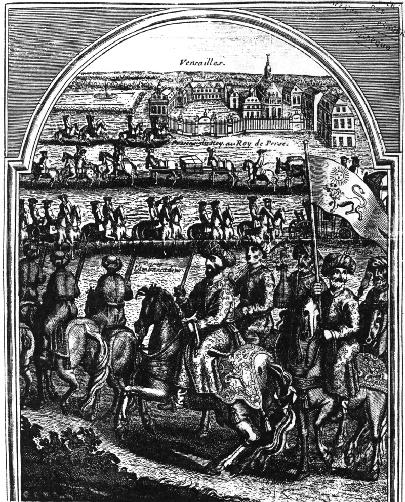
L'entrata di Mohammad Reza Bey a Versailles

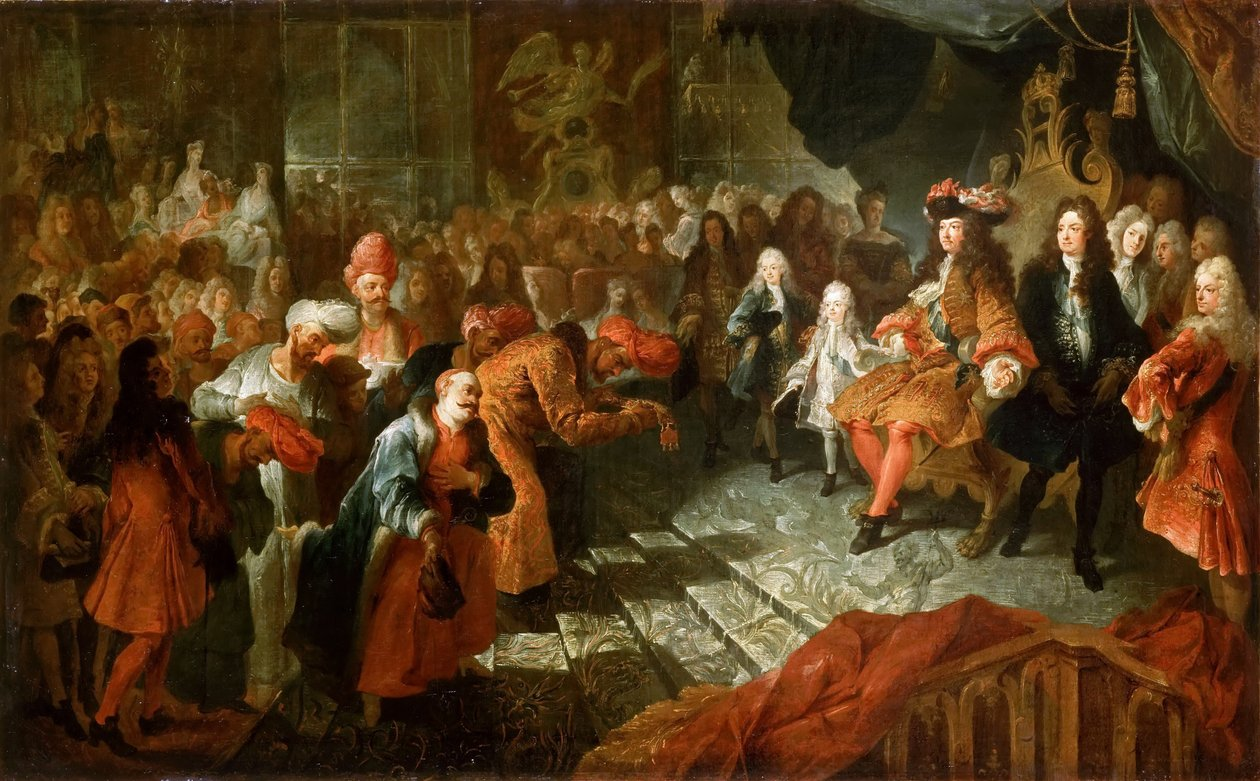
Ambassade de Persie auprès de Louis XIV, studio di Antoine Coypel, c. 1715

L'ambasciata persiana presso Luigi XIV fu un fatto diplomatico che si ebbe durante l'ultimo anno di regno di Luigi XIV nel 1715. Tale evento ebbe un notevole impatto non solo sulla Francia dell'epoca ma anche sulla sua società e sulle relazioni tra Oriente ed Europa. Mohammed Reza Bey, o in francese Méhémet Riza Beg, era un ufficiale d'alto rango del governatore persiano della provincia di Iravan che venne scelto dall'imperatore persiano safavide sultano Husayn per compiere una missione diplomatica in Europa con al seguito un grande entourage per impressionare la corte di Luigi XIV che egli sapeva essere la più sfarzosa del continente europeo.

## L'ambasciata
La scena dell'entrata dell'ambasciatore persiano a Parigi il 7 febbraio 1715, venne descritta da François Pidou de Saint-Olon (1646–1720), un nobile delegato alla posizione diplomatica di ambasciatore in Persia, come segue:
Durante i mesi che trascorse alla reggia di Versailles, Mohammed Reza Bey condusse diversi negoziati e trattati commerciali tra la Persia e la Francia, come pure accordi specifici per l'apertura di consolati in entrambi i regni. Conferì coi francesi anche su una possibile alleanza militare in funzione anti-ottomana, ma i negoziati si fermarono a causa della cattiva salute di Luigi XIV che sarebbe morto in quello stesso anno. Mohammed Reza Bey tornò in Persia nell'autunno del 1715 con una serie di trattati commerciali e un'alleanza tra la Francia e la Persia siglata a Versailles il 13 agosto. Un altro risultato della missione diplomatica fu la fondazione di un consolato persiano a Marsiglia, il principale porto mediterraneo della Francia.

## Influenze nella letteratura
Durante il periodo trascorso in Francia da parte dell'ambasciata persiana, a ogni modo, dei suoi componenti si disse di tutto, sia per i loro costumi esotici, sia per il loro stile di vita, per le armi che portavano appresso e anche sui numerosi conti non pagati lasciati ovunque. L'ambasciatore persiano fu tra i protagonisti di un'opera di monsieur d'Hostelfort, dal titolo Amanzolide, nouvelle historique et galante, qui contient les aventures secrètes de Mehemed-Riza-Beg, ambassadeur du Sophi de Perse à la cour de Louis le Grand en 1715. (Paris: P. Huet, 1716).
Uno dei risultati più evidenti della visita dell'ambasciata persiana furono le Lettere Persiane di Montesquieu (1725), nelle quali venne posta una critica alla società francese per mano di un immaginario "uomo di buona volontà" persiano.
Le Memorie di Saint-Simon riportano come a corte si fosse diffusa la convinzione che l'ambasciatore fosse nient'altro che un mercante persiano, data la sua abilità nel gestire le contrattazioni in Francia e del ruolo avuto da Pontchartrain, ministro del commercio, affinché le trattative avessero buon successo col re, ormai avanti con gli anni. Circa l'ambasciatore persiano il duca di Saint-Simon disse "nulla sembrava genuino in lui ed il suo comportamento era sgraziato come l'insieme dei miserabili doni che portava con sé. Inoltre non presentò credenziali né giunsero istruzioni dal re di Persia o dai suoi ministri".